# Давыдовское (Ярославский район)
Давыдовское — деревня в Ивняковском сельском поселении Ярославского района Ярославской области России.

## География
Расположена в 22 километрах от Ярославля на правом берегу реки Коптяиха в окружении деревень Терехово, Гридино, Залесье, Тенино.

## История
В 2006 году деревня вошла в состав Ивняковского сельского поселения образованного в результате слияния Ивняковского и Бекреневского сельсоветов.

## Население
| 2007 | 2010 |
| ---- | ---- |
| 19   | ↗22  |

### Историческая численность населения
По состоянию на 1859 год в деревне было 37 домов и проживало 194 человек.
По состоянию на 1989 год в деревне проживало 14 человек.

### Национальный и гендерный состав
Согласно результатам переписи 2002 года, в национальной структуре населения русские составляли 100 % из 25 чел., из них 11 мужчин, 14 женщин.
Согласно результатам переписи 2010 года население составляют 10 мужчин и 12 женщин.

## Инфраструктура
Основа экономики — личное подсобное хозяйство. По состоянию на 2021 год большинство домов используется жителями для постоянного проживания и проживания в летний период. Вода добывается жителями из личных колодцев. Имеется таксофон.
Почтовое отделение №150506, расположенное в деревне Бекренево, на март 2022 года обслуживает в деревне 71 дом.

## Транспорт
Давыдовское расположено в 6,9 км от автодороги Р-132 «Золотое кольцо». До деревни идёт автодорога 78Н-0926 «Зяблицы - Тенино». Также можно проехать по грунтовой дороге через Першино.